# Esclanèdes
Esclanèdes és un municipi francès, situat al departament del Losera i a la regió d'Occitània.

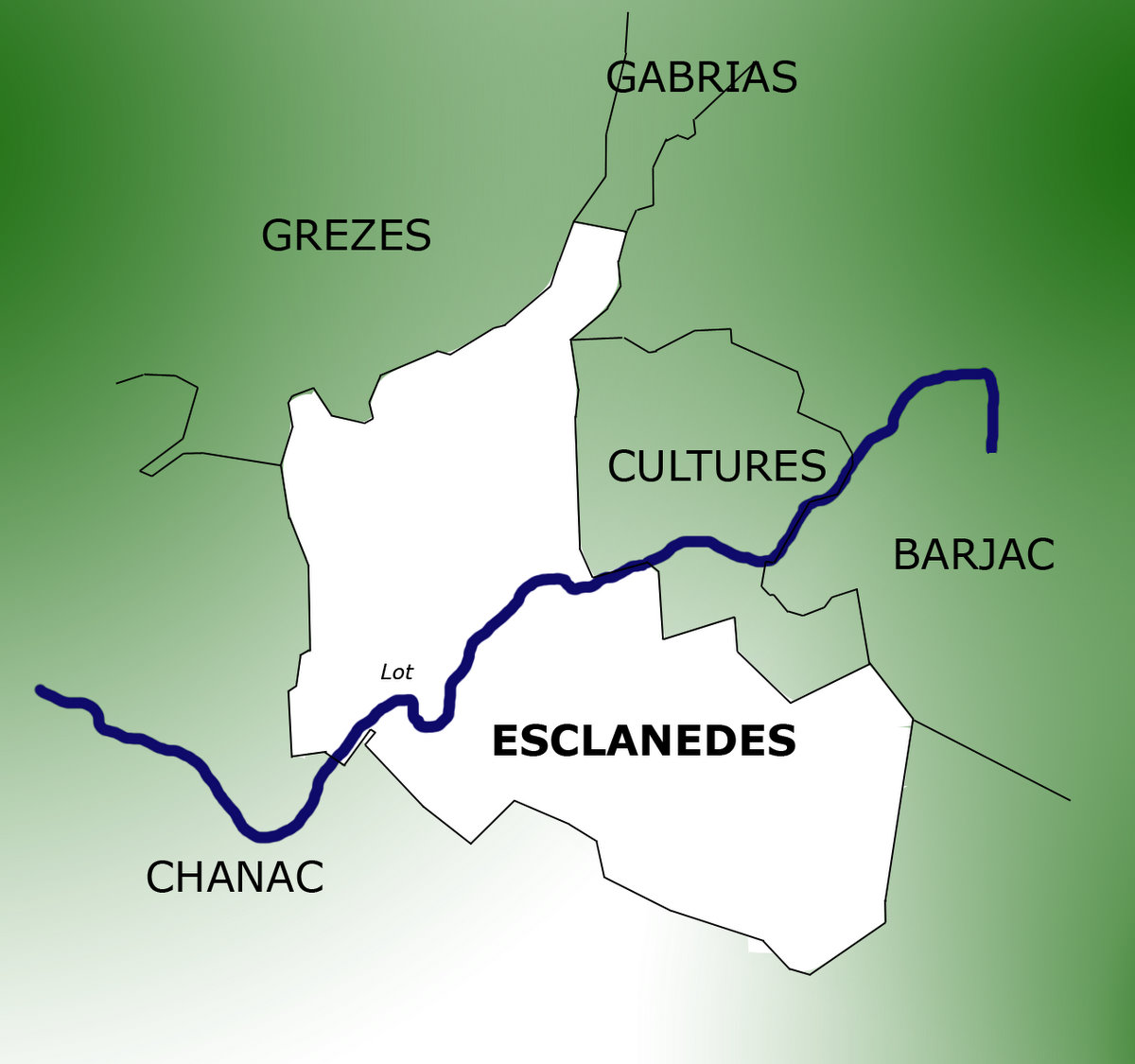
Límits del municipi d'Esclanèdes